# Almejas y mejillones
Pour plus de détails, voir Fiche technique et Distribution.
Almejas y mejillones (littéralement « palourdes et moules ») est un film argentin réalisé par Marcos Carnevale, sorti en 2000.

## Synopsis
Rolondo est amoureux de Paula, une joueuse de poker, mais celle-ci est lesbienne. Alors qu'il l'accompagne dans un bar gay, l'atmosphère de liberté lui ouvre de nouveaux horizons.

## Fiche technique
- Titre : Almejas y mejillones
- Réalisation : Marcos Carnevale
- Scénario : Marcos Carnevale, Lito Espinosa et Agustín Póveda
- Musique : Luis Elices et Francisco Musulén
- Photographie : Alfredo Mayo
- Montage : Jorge Valencia
- Production : Pablo Bossi, José María Calleja, Ricardo Vacas et Javier Vasallo
- Société de production : Alma Ata International Pictures, Antena 3 Televisión, Buena Vista International Films Productions, Millecento Cinema, Naya Films, Patagonik Film Group et Vía Digital
- Pays :  Argentine et  Espagne
- Genre : Comédie romantique
- Durée : 92 minutes
- Dates de sortie : 
  -  Argentine : 17 août 2000
  -  Espagne : 27 octobre 2000

## Distribution
- Leticia Brédice : Paola
- Jorge Sanz : Rolondo / Diana
- Antonio Gasalla : Fredy
- Loles León : Socorro
- Silke : Inma
- Divina Gloria : Samantha
- Gerardo Baamonde : Camarero
- Ernesto Claudio : Quique
- David Amador : le jeune Yate
- Deftler Boog : Dr. Zupnik
- María Cárdenas : Consuelo
- Jaime Falero : Carlos

## Box-office
Le film a réuni 326 453 spectateurs en Espagne.